# Pilli
Un « pilli » (pluriel : « pipiltin » ; en nahuatl, « fils (de tecuhtli) », équivalent du terme espagnol « hidalgo ») était, dans la société aztèque, le titre donné aux fils des membres de la couche supérieure de la classe dirigeante, les « tecuhtli ».